# しずねちゃんは今日も眠れない
『しずねちゃんは今日も眠れない』（しずねちゃんはきょうもねむれない 英:Shizune-chan can't sleep today either.）は、逸見による日本の4コマ漫画。『まんがタイムきららキャラット』（芳文社）にて、2019年11月号から3度のゲスト掲載を経て、2020年7月号から2022年6月号にかけて連載された。

## あらすじ
転校による環境の変化とネガティブな性格で寝不足となってしまった主人公・星川しずねと、なぜか自我を持ち少女の姿に変身できるようになった抱き枕のねねとの共同生活を描いたミッドナイト・ストーリー。

## 登場人物

### 主要な登場人物
星川 しずね（ほしかわ しずね）
身長：154cm / 好きなもの、こと：果物ゼリー、可愛い小物を集めたり眺めたり
本作の主人公。中学生。転校による環境の変化で寝不足となった少女。寝不足解消のためにファンシーショップで抱き枕を購入し、ねねと出会った。内向的な性格に加えて口数も少なく、学校では「黒魔術とかやってそう」などの噂と共に遠巻きにされている。
漢字表記では「穏音」と書き、当初はそう名付けられるはずだった。
ねね
身長：152cm / 好きなもの、こと：寝ること、しずねの部屋掃除、体を動かすこと（すぐバテる）
しずねの所持する抱き枕。ファンシーショップで売られている最中に自我に目覚め、その後しずねに購入された。元々は羊のぬいぐるみの姿をしていたが、しずねの家で少女の姿に変身し、以降はぬいぐるみ体と人間体を自由に行き来するようになる。性格は無邪気でしずね思い。ぬいぐるみ体での質感は「ふわふわ」。
当初は名前がなかったがしずねに名前をつけてほしいとせがんだ結果、しずねとお揃いの名前ということで「ねね」となった。
月森 あかり（つきもり あかり）
身長：155cm / 好きなもの、こと：卵を使った料理、雑誌を読むこと
しずねと同じ中学校に通う女生徒。明るい性格だが感性が少しズレており、しずねからは「変わった子」とも思われている。
のの
身長：163cm / 好きなもの、こと：寝ること、あかりとお風呂
あかりの所持する抱き枕。ねね同様にファンシーショップで自我に目覚め、その後あかりに購入された。元は黒いうさぎのぬいぐるみの姿で、質感は「もちもち」。人間体では大人びた体型の女性の姿となる。当初は名前がなく「黒うさ」などと呼ばれていたが、後にあかりから「のの」と名付けられた。内気で恥ずかしがり屋な性格。

### その他の登場人物
日奈野（ひなの）
しずねの通う中学校の女性養護教諭。寝不足で保健室を訪れるしずねの相談役になっている。猫が好き。
しずねの母
しずねの不在時によくねねを借りている。

## 書誌情報
- 逸見『しずねちゃんは今日も眠れない』芳文社〈まんがタイムKRコミックス〉、全2巻
  1. 2021年5月12日初版第1刷発行（同年4月27日発売[14][15]）、ISBN 978-4-8322-7273-6
  2. 2022年6月12日初版第1刷発行（同年5月26日発売[15]）、ISBN 978-4-8322-7369-6